# Облога Трезена
Облога Трезена – операція спартанців у 278 р. до н.е. по заволодінню арголідським містом Трезен, котре контролював один з претендентів на македонський престол Антигон Гонат.
Після взяття у полон Деметрія Поліоркета (285 р. до н.е.) під контролем його сина Антигона Гоната залишилось кілька фортець у балканській Греції, зокрема, на Пелопоннесі. У 280 р. до н.е. Антигон вирушив на північ Егеїди, маючи на меті заволодіти престолом Македонії (котрий ще незадовго до свого полону займав його батько). Цим вирішили використати спартанці, які ворожо ставились до Гоната. Спершу вони атакували союзних йому етолійців, а за пару років, у 278 р. до н.е., напали на осаджене гарнізоном самого Антигона місто Трезен (північно-східне завершення Арголідського півострова, неподалік від узбережжя Саронічної затоки).
Операцією проти Трезена керував Клеонім, відомий своєю кампанією у Південній Італії та Адріатиці (а також тим, що його не допустили до спартанського престолу через певні моральні якості). Щоб заволодіти містом, він вирішив внести розкол у лави обложених. Для цього з розставлених навколо Трезена метальних машин почали закидувати до міста снаряди з написами, котрі повідомляли трезенців про бажання Клеоніма повернути їм свободу (розташування македонського гарнізону однозначно розцінювалось греками як поневолення). Крім того, спартанець домовився з кількома полоненими містянами та відпустив їх без викупу. Увійшовши до Тренезу, вони також почали оповідати співмістянам про гарні наміри Клеоніма. 
Розташований у місті гарнізон знаходився під началом Евдаміда, котрого призначив сюди Кратер (зведений брат Антигона Гоната по матері, який командував силами останнього на Пелопоннесі та мав ставку в Коринфі). Дізнавшись про заворушення серед трезенців, Евдамід спрямував проти них своїх солдатів. Поки містяни бились із залогою, Клеонім увійшов до нього за допомогою штурмових драбин.
Заволодівши Трезеном, Клеонім розграбував його та поставив тут свою залогу під началом спартіата.